# Ананьин, Степан Андреевич
Степа́н Андре́евич Ана́ньин  (1875—1942) — российский психолог, педагог, философ
, профессор Университета св. Владимира (с 1912) и Киевского университета.
Родился в Харьковской губернии в учительской семье. Окончил юридический факультет Харьковского университета (1897) и историко-филологический факультет Киевского университета (1905). В 1920—1924 годах преподавал в Киевском университете, с 1923 — в Киевской консерватории. Преподавал курсы детской и педагогической психологии. Автор более 30 работ.

## Сочинения
- Платон. Софист / пер. С. А. Ананьин. — Киев, 1907.
- Интерес по учению современной психологии и педагогики (1915)